# El rey de la montaña
El rey de la montaña è un film del 2007 diretto da Gonzalo López-Gallego.
Film thriller spagnolo con protagonisti Leonardo Sbaraglia e María Valverde. 